# Jeinkler Aguirre
Jeinkler Ernesto Aguirre Manso (* 14. Juni 1990 in Camagüey) ist ein kubanischer Wasserspringer. Er startet im 10-m-Turm- und Synchronspringen. Sein Synchronpartner ist José Antonio Guerra.
Aguirre startet seit 2008 bei internationalen Wettbewerben. Beim Weltcup in Peking erreichte er das Finale im Turmspringen und wurde Zwölfter. Bei den Olympischen Spielen 2008 an gleicher Stelle nahm Aguirre ebenfalls am 10-m-Turmwettbewerb teil und schied als 15. im Halbfinale aus.
Sein bislang sportlich größter Erfolg war der Gewinn der Bronzemedaille bei der Weltmeisterschaft 2009 in Rom im 10-m-Synchronspringen zusammen mit Guerra. Das Duo gewann außerdem viermal den 10-m-Synchronwettbewerb beim FINA Diving Grand Prix, einmal in der Diving World Series und belegte den dritten Platz beim Weltcup 2010 in Changzhou. Bei den Panamerikanischen Spielen 2011 in Guadalajara gewann er mit Guerra Silber; bei den Weltmeisterschaften 2011 in Shanghai wurden sie Zwölfte.
Bei den Olympischen Spielen 2012 in London wurde er im Turmspringen 18. und im Synchronspringen vom Turm mit Guerra Fünfter. 2013 erreichten Guerra und Aguirre bei den Weltmeisterschaften in Barcelona im Synchronspringen ebenfalls Rang 5. 2015 gewannen sie Gold bei den  Panamerikanischen Spielen in Toronto und Aguirre wurde Vierter im Einzel vom Turm; bei den Weltmeisterschaften in Kasan kam Jeinkler Aguirre jedoch weder im Einzel- noch im Turmspringen über den Vorkampf hinaus.